# Przedmoście (fortyfikacja)

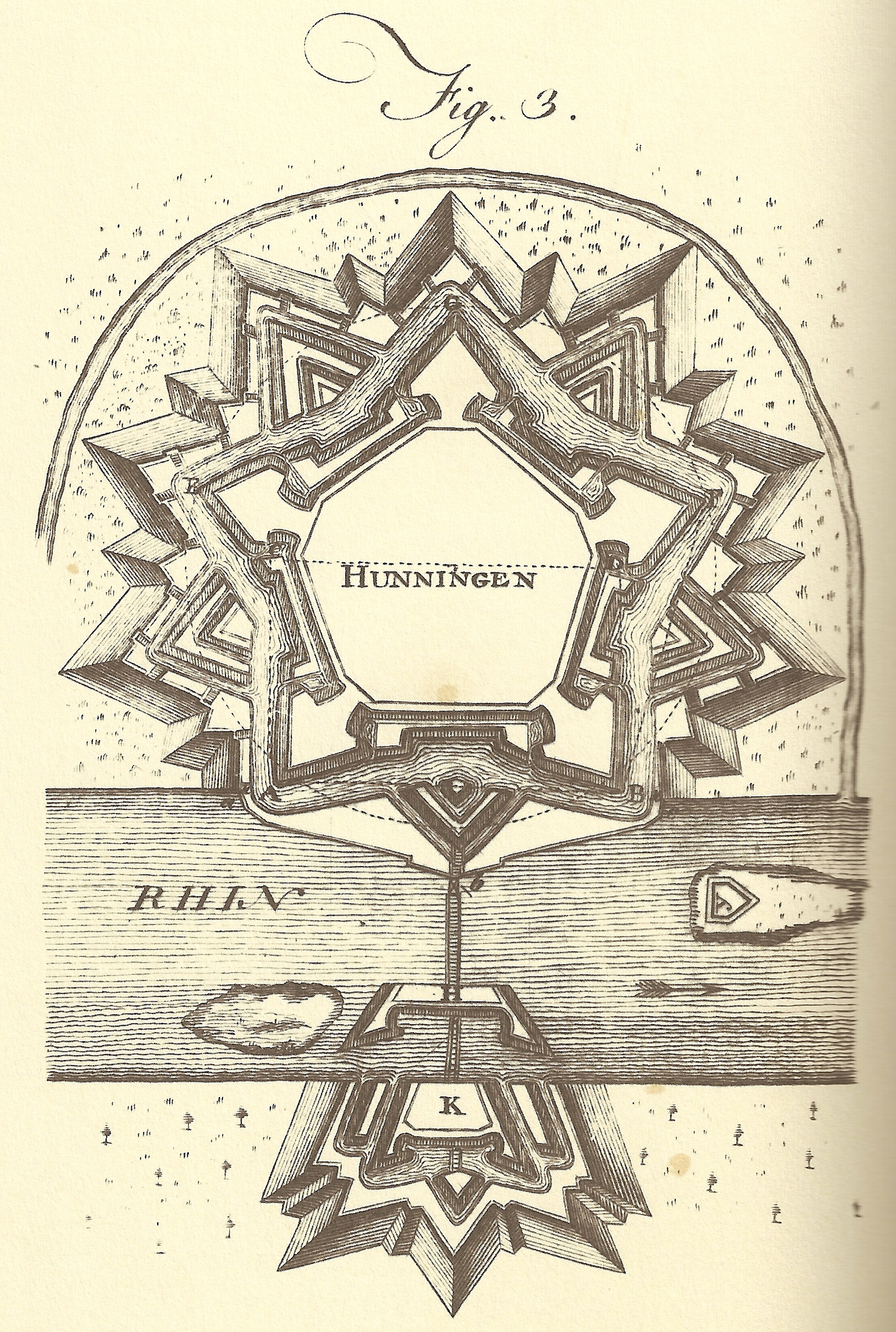
Rzeka i przedmoście (na dole obrazka)

Przedmoście, pozycja przedmostowa, przyczółek (fr.  tête de pont) – rejon umocniony opanowany przez wojska własne w celu obrony przeprawy mostowej. 
Przedni skraj wybierany jest w odległości niepozwalającej prowadzić przez nieprzyjaciela artyleryjskiego ognia obserwowanego na powierzchnię wody i stworzenia tym samym warunków do przeprawy na przeciwległy brzeg dalszych sił i środków. Podczas wycofania utrzymywanie przyczółku umożliwia wyprowadzenia wojsk za przeszkodę wodną. Flanki opiera się zazwyczaj o brzegi rzeki. Na przeszkodzie wodnej organizuje się straże: górną i dolną, broniące przeprawę przed minami spławnymi i spławianymi przeszkodami uniemożliwiającymi przeprawę (np. barkami).
Organizowanie pozycji obronnej na przedmościu ma na celu zapewnić własnym wojskom ukryte i dogodne przejście do działań zaczepnych, względnie zamknąć nieprzyjacielowi dostęp do przejścia przez przeszkodę wodną.